# Cospas-Sarsat

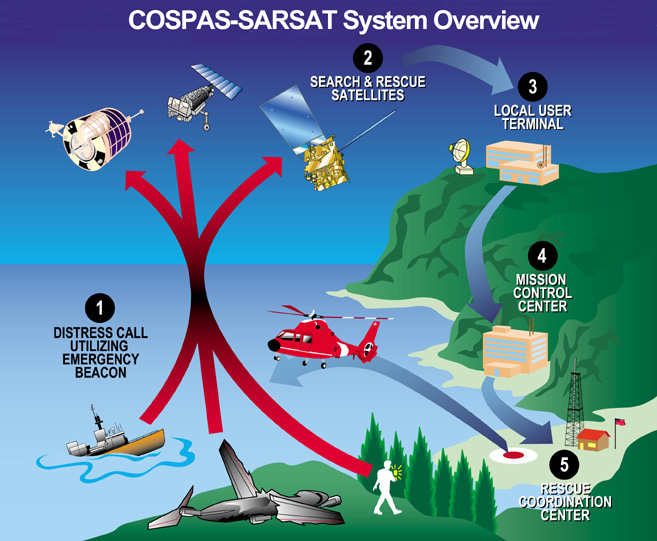
Algemeen Overzicht

Het Cospas-Sarsat-programma (Cosmicheskaya Sistyema Poiska Avariynich Sudov/Search And Rescue Satellite Aided Tracking) is een op satellieten gebaseerd internationaal systeem dat zorgt voor de opsporing van noodsignalen voor search and rescue (SAR). Het systeem kwam tot stand in 1979 en werd opgericht door Canada, Frankrijk, de Verenigde Staten en de voormalige Sovjet-Unie. Het staat best bekend als het systeem dat verantwoordelijk is voor de detectie en lokalisatie van noodtoestandradiobakens die geactiveerd worden aan boord van schepen, vliegtuigen of door individuen die in nood verkeren en in het bezit zijn van een Personal Locator Beacon (PLB). In de loop der jaren hebben een heel aantal landen zich bij dit programma aangesloten, hetzij als verschaffer van grondsegmentonderdelen of enkel als gebruiker. Sinds 2011 telt het programma 26 leverancierslanden (Algerije, Argentinië, Australië, Brazilië, Chili, Volksrepubliek China, Griekenland, India, Indonesië, Italië, Japan, de Republiek Korea, Nieuw-Zeeland, Nigeria, Noorwegen, Pakistan, Peru, Saoedi-Arabië, Singapore, Zuid-Afrika, Spanje, Thailand, Turkije, Verenigde Arabische Emiraten, Verenigd Koninkrijk, Vietnam), alsook 2 organisaties (Chunghwa Telecom of Chinese Taipei en Hong Kong Marine Department) die instaan voor het leveren van grondsegmentonderdelen en 11 gebruikerslanden (Cyprus, Denemarken, Finland, Duitsland, Madagaskar, Nederland, Polen, Servië, Zweden, Zwitserland, Tunesië). Het hoofdkwartier van het Internationale Cospas-Sarsatprogramma is gevestigd in Montreal, Quebec, Canada, en wordt geleid door Steven Lett van de Verenigde Staten.
Het systeem bestaat uit een grondsegment en een ruimtesegment:
- Noodradiobakens ter activatie in geval van levensbedreigende noodsituaties (EPIRB en PLB)
- SAR signal repeaters (SARR) en SAR signal processors (SARP) aan boord van satellieten
- LUT’s (Local User Terminals) die instaan voor het ontvangen en verwerken van de satellietdownlinksignalen
- Mission Control Centres die zorgen voor de distributie van noodsignaalgegevens, gegenereerd door LUT’s (meer specifiek de bakenlocatiegegevens) naar het Rescue Coordination Centre (RCC).
- Rescue Coordination Centres die op hun beurt instaan voor de coördinatie van het SAR-agentschap en het in actie tredend personeel in geval van nood.

Het ruimtesegment van het Cospas-Sarsat-systeem bestaat momenteel uit SARR-instrumenten aan boord van zeven geostationaire satellieten genaamd GEOSARs (Geostationary Search And Rescue) en SARR- en SARP-instrumenten aan boord van vijf satellieten met een polaire baan genaamd LEOSARs (Low-Earth Orbiting Search And Rescue).